# Europaschutzgebiet Ludescherberg

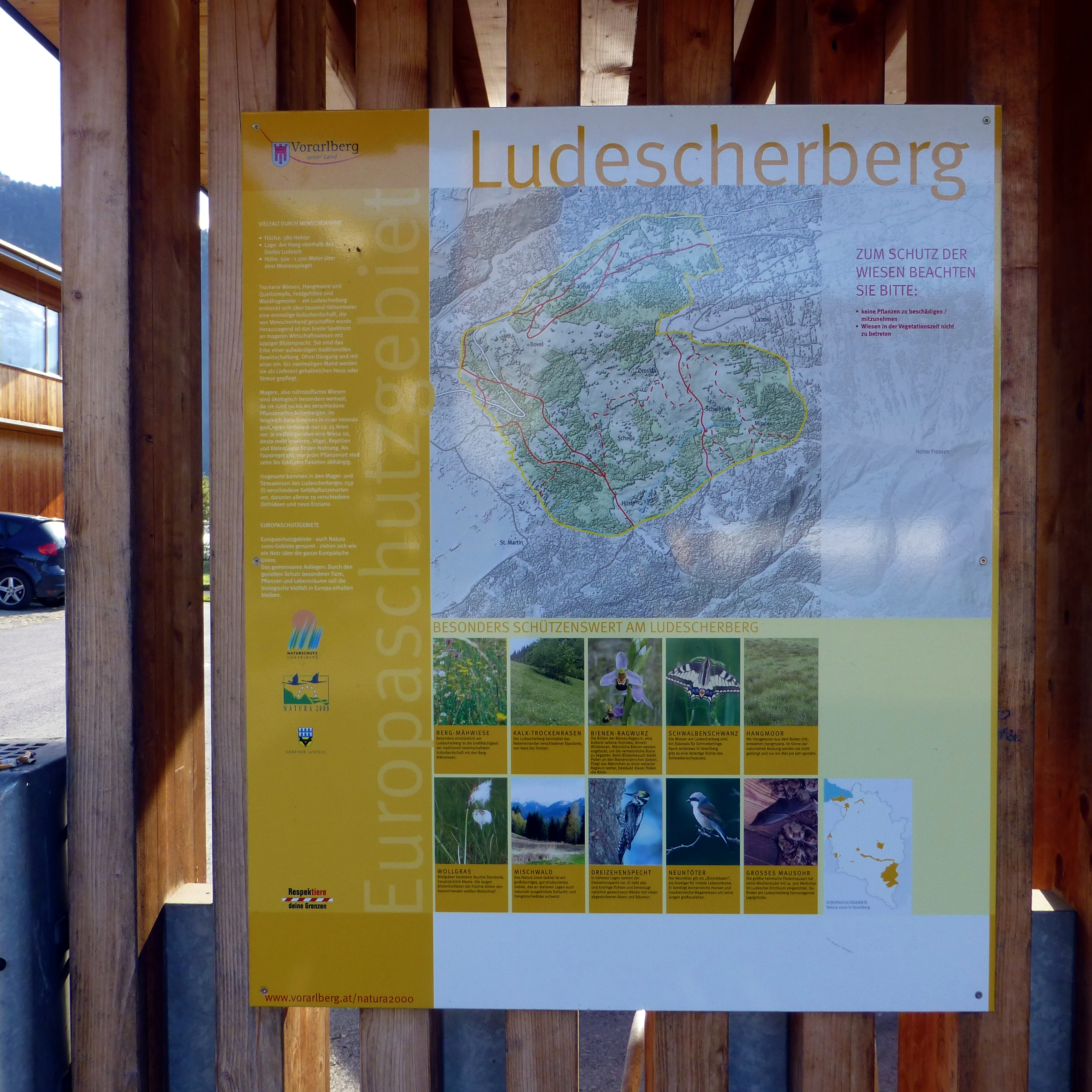
Informationstafel zum Natura-2000-Gebiet Ludescherberg

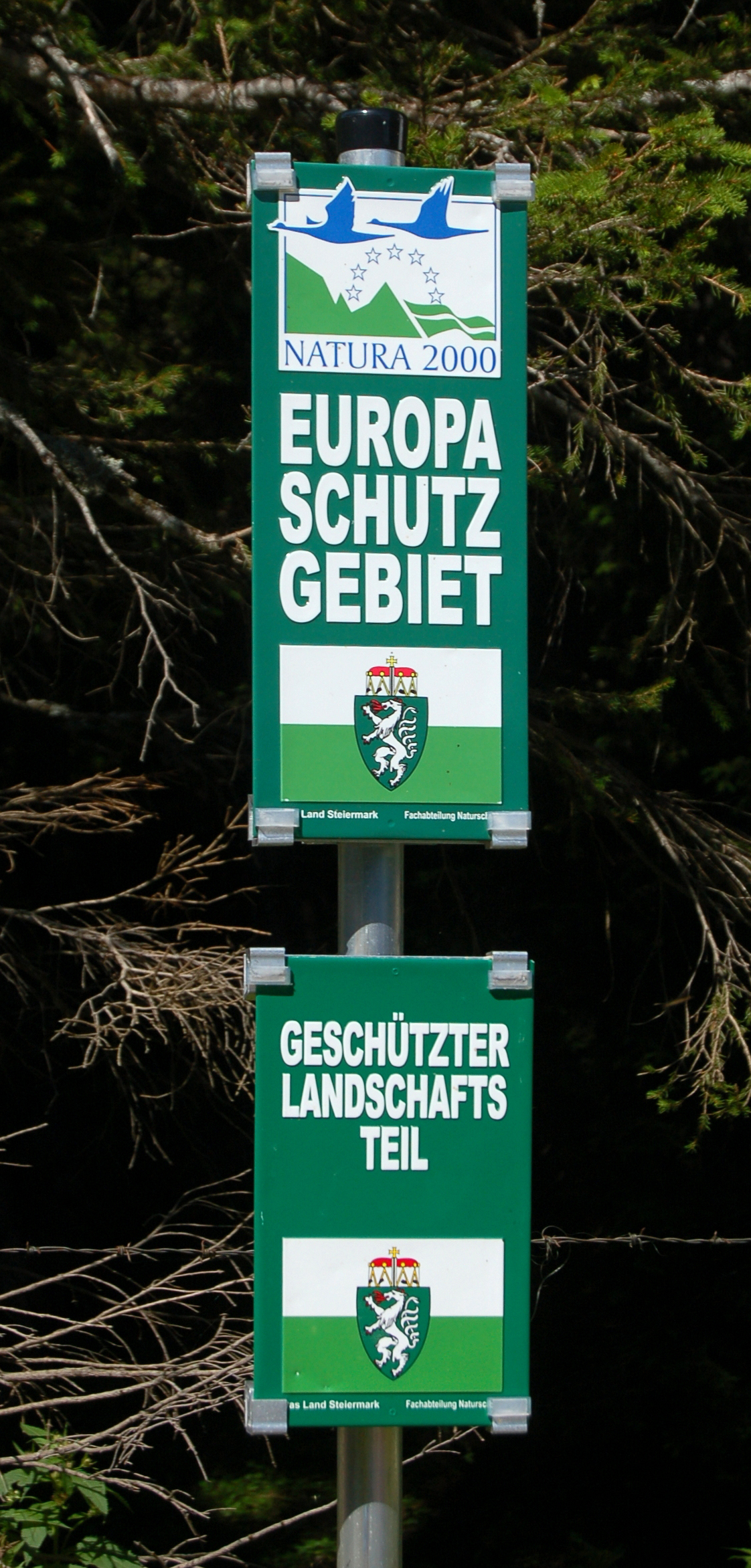
Beispiel Tafeln Europaschutzgebiet (Natura 2000) und geschützter Landschaftsteil in der Steiermark

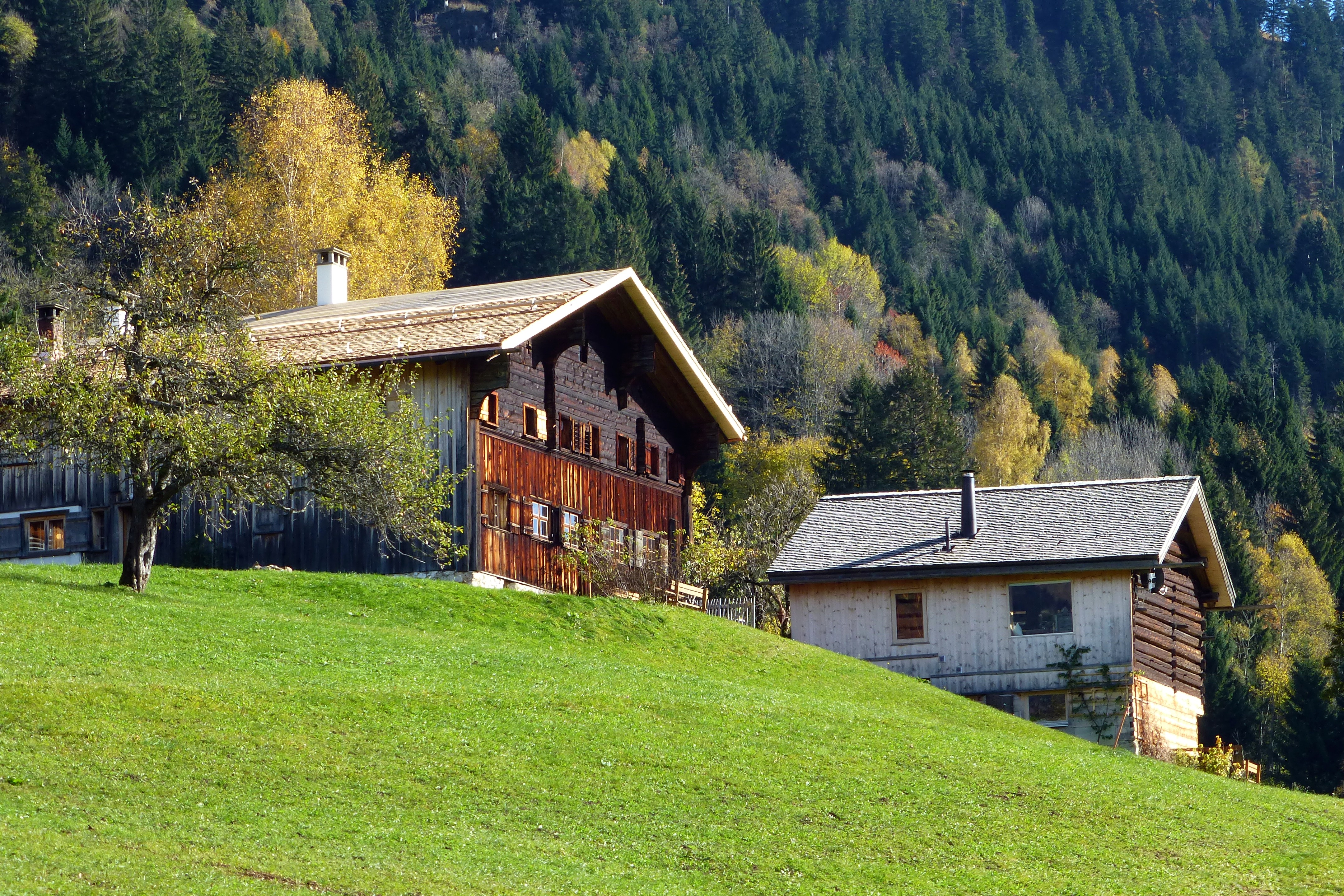
Ludescherberg 3

Das Europaschutzgebiet Ludescherberg (Natura-2000-Gebiet) liegt in der Gemeinde Ludesch, in Vorarlberg, Österreich. Es umfasst Wald, Wiese und dünnbesiedeltes Bauland bzw. Bauernhöfe und sonstiges Kulturland.
Zweck des Europaschutzgebietes Ludescherberg ist der Schutz hier lebender gefährdeter wildlebender heimischer Pflanzen- und Tierarten und ihrer natürlichen Lebensräume sowie der Erhalt des Jahrhunderte alten Kulturlandes.

## Rechtliche Grundlage
Das Europaschutzgebiet Ludescherberg wurde gemäß Vorarlberger Naturschutzverordnung als solches mit einem einfachen Landesgesetz ausgewiesen. Grundlage für die Unterschutzstellung ist die Flora-Fauna-Habitat-Richtlinie 92/43/EWG (FFH-Richtlinie) der Europäischen Union.

## Schutzumfang
Im Sinne der Flora-Fauna-Habitat-Richtlinie (Anhänge I und II der FFH-Richtlinie) sind für dieses Schutzgebiet folgende Besonderheiten maßgebend und geschützt:
- Prioritärer Lebensraum
  - naturnahe Kalk-Trockenrasen und deren Verbuschungsstadien (Festuco-Brometalia) (besondere Bestände mit bemerkenswerten Orchideen),
  - artenreiche montane Borstgrasrasen,
  - Kalktuffquellen.
- Weiters
  - Kalkreiche Niedermoore,
  - Berg-Mähwiesen,
  - Schlucht- und Hangmischwälder.

## Topografie
Das Europaschutzgebiet Ludescherberg folgt im Nordwesten, Nordosten und Südosten weitgehend den Gemeindegrenzen von Ludesch. Im Nordwesten ist dies die Grenze zu den Gemeinden Thüringerberg und im Norden zu St. Gerold, im Nordosten die Grenze zur Gemeinde Raggal und im Südosten zur Gemeinde Nüziders. Im Südwesten ist der Siedlungsrand der Gemeinde Ludesch auch Grenze des Europaschutzgebietes und dementsprechend im Detail ungleichmäßig.
Das Europaschutzgebiet Ludescherberg befindet sich in Hanglage und gleicht einem unregelmäßigen Rechteck und liegt in einer Höhe von etwa 500 m ü. A. bis etwa 1500 m ü. A. Es hat einen Umfang von etwa 8 km und etwa eine Fläche von etwa 380 Hektar.